# Península Ferguslie
A península Ferguslie é uma península de 2,8 km de comprimento, situada entre a Baía Browns e a Baía Macdougal na costa norte da Ilha Laurie, nas Ilhas Órcades do Sul, Antártida.
Foi mapeada em 1903 pela Expedição Antártica Nacional Escocesa sob o comando de Bruce, que a designou com o nome da residência de James Coats, patrono chefe da expedição.
 Este artigo incorpora material em domínio público  de United States Geological Survey   , documento "Península Ferguslie" (conteúdo do Geographic Names Information System).